# Laureae
Tribu
Synonymes
Les Laureae sont une tribu de plantes à fleurs de la famille des Lauraceae. 

## Liste des genres
- Actinodaphne
- Adenodaphne
- Aiouea
- Alseodaphne
- Alseodaphnopsis
- Aniba
- Apollonias
- Chlorocardium
- Cinnadenia
- Cinnamomum
- Damburneya
- Dehaasia
- Dicypellium
- Endlicheria
- Hexapora
- Iteadaphne
- Kubitzkia
- Kuloa
- Laurus
- Licaria
- Lindera
- Litsea
- Machilus
- Mespilodaphne
- Mezilaurus
- Mocinnodaphne
- Nectandra
- Neolitsea
- Nothaphoebe
- Ocotea
- Paraia
- Parasassafras
- Persea
- Phoebe
- Pleurothyrium
- Povedadaphne
- Rhodostemonodaphne
- Sassafras
- Sextonia
- Sinosassafras
- Umbellularia
- Urbanodendron
- Williamodendron

## Publication originale
- Nees, Hufeland. Illustr.: 9 (1833).